# Ibrahim Sulemana
Ibrahim Sulemana (Sunyani, Ghana, 22 de mayo de 2003) es un futbolista profesional ghanés que juega como centrocampista en el Atalanta B. C. de la Serie A de Italia.

## Trayectoria
Llegó en 2021 a las categorías inferiores del Hellas Verona, debutó el 9 de octubre de 2022 con el primer equipo en la Serie A entrando como suplente en la derrota ante la U. S. Salernitana.

## Estadísticas

### Clubes
Actualizado al último partido disputado el 25 de mayo de 2025.
| Club                         | Div.          | Temporada     | Liga  | Liga  | Copas nacionales | Copas nacionales | Copas internacionales | Copas internacionales | Total | Total |
| Club                         | Div.          | Temporada     | Part. | Goles | Part.            | Goles            | Part.                 | Goles                 | Part. | Goles |
| ---------------------------- | ------------- | ------------- | ----- | ----- | ---------------- | ---------------- | --------------------- | --------------------- | ----- | ----- |
| Hellas Verona F. C. · Italia | 1.ª           | 2022-23       | 17    | 0     | 0                | 0                | —                     | —                     | 17    | 0     |
| Hellas Verona F. C. · Italia | Total club    | Total club    | 17    | 0     | 0                | 0                | 0                     | 0                     | 17    | 0     |
| Cagliari Calcio · Italia     | 1.ª           | 2023-24       | 21    | 2     | 3                | 0                | —                     | —                     | 24    | 2     |
| Cagliari Calcio · Italia     | Total club    | Total club    | 21    | 2     | 3                | 0                | 0                     | 0                     | 24    | 2     |
| Atalanta B. C. · Italia      | 1.ª           | 2024-25       | 9     | 2     | 1                | 0                | 0                     | 0                     | 10    | 2     |
| Atalanta B. C. · Italia      | Total club    | Total club    | 9     | 2     | 1                | 0                | 0                     | 0                     | 10    | 2     |
| Total carrera                | Total carrera | Total carrera | 47    | 4     | 4                | 0                | 0                     | 0                     | 51    | 4     |